# Heliangelus
Heliangelus és un gènere d'ocells de la subfamília dels lesbins (Lesbiinae) dins la família dels troquílids (Trochilidae). Aquests colibrís habiten zones altes d'Amèrica del Sud.

## Etimologia
El nom genèric Heliangelus es compon de les paraules del grec antic «hēlios» que significa “sol”, i «angelus» que significa “àngel”.

## Característiques
Els colibrís d'aquest gènere fan entre 9 i 12 cm de longitud, de bec curt, fi, recte i negre. Els mascles exhibeixen un pitet resplendent (excepte H. regalis, el mascle totalment blau fosc brillant), vorejat per un collaret pectoral blanc o camussa en la majoria de les espècies. La cua pot ser poc o molt forcada, verda per dalt (les rectrius centrals) i negroses o blau-negres per baix (les rectrius externes). Presenten dimorfisme sexual, les femelles no tenen el pitet resplendent. Habiten a selves serralades, les zones limítrofes i clarianes.

## Taxonomia
Les espècies H. clarisse i H. spencei van ser alternativament tractades com a espècies plenes o com a subespècies d'H. amethysticollis. Actualment, la majoria de les classificacions les consideren com a espècies separades, basant-se en les diferències morfològiques i també vocals. El taxó Heliangelus zusii (Graves, 1993), el colibrí de Bogotà, conegut a penes per l'holotip, és tractat com a espècie vàlida pel South American Classification Committee (SACC). Tot i això, les anàlisis més recents indiquen tractar-se d'un híbrid entre Aglaiocercus kingii i un altre troquílí indeterminat; el SACC espera una proposició sobre aquest tema.

## Llista d'espècies
Aquest gènere està format per 9 espècies:
- colibrí àngel de gorja ametista (Heliangelus amethysticollis).
- colibrí àngel de Clarisse (Heliangelus clarisse).
- colibrí àngel turmalina (Heliangelus exortis).
- colibrí àngel de gorja taronja (Heliangelus mavors).
- colibrí àngel gorjadaurat (Heliangelus micraster).
- colibrí àngel blau (Heliangelus regalis).
- colibrí àngel de Mérida (Heliangelus spencei).
- colibrí àngel cuablau (Heliangelus strophianus).
- colibrí àngel violaci (Heliangelus viola).